# Leonel Fernández
Pour les articles homonymes, voir Fernández.
Leonel Fernández Reyna, né à Saint-Domingue le 26 décembre 1953, est un homme d'État, écrivain, intellectuel, avocat et docteur en droit dominicain. Il a été président de la République à deux reprises, du 16 août 1996 au 16 août 2000, puis du 16 août 2004 au 16 août 2012.
Depuis 2018, il est le Président de la Fédération mondiale des associations pour les Nations unies.

## Carrière politique
Leonel Fernández est le fils de José Antonio Fernández Collado et de Yolanda Reyna Romero. Il est marié avec Margarita Cedeño Lizardo, et a 3 enfants : Nicole, Omar et Yolanda América, cette dernière née de son mariage avec Margarita Cedeño. Pendant son enfance et sa jeunesse il a habité aux États-Unis, à New York où il a fait ses études primaires et secondaires.
À son retour en République dominicaine, il s'inscrit à l’université d'État, l'Universidad Autónoma de Santo Domingo (UASD). À cette époque, Fernández a été attiré par les idées progressistes du professeur Juan Bosch qui fut son guide et modèle politique. En 1973, il a accompagné Juan Bosch dans la fondation du Parti de la libération dominicaine (Partido de la Liberación Dominicana, PLD), de tendance libérale.

## Président de la République

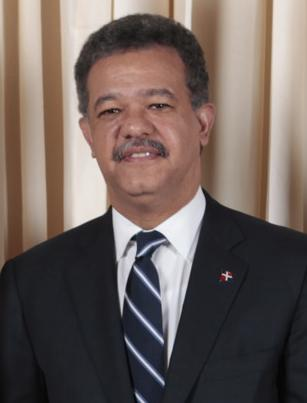
Leonel Fernández, président de la République.

### Premier mandat
Grâce au soutien de Joaquín Balaguer et à son charisme, il arrive au pouvoir le 16 août 1996, et exerce un premier mandat présidentiel entre 1996 et 2000. 
En juin 1996, il est élu président pour un mandat de quatre ans, désormais la durée officielle du mandat. Il gagne avec plus de 51 % des votes au nom du parti de Juan Bosch, le Parti de la libération dominicaine (PLD) et par une alliance avec Balaguer. Le premier acte important de Fernández est la privatisation d'entreprises publiques. On vante les mérites du nouveau président pour avoir mis fin à des décennies d'isolement et pour avoir amélioré les relations avec d'autres pays des Caraïbes. En revanche, il est critiqué pour ne pas lutter contre la corruption et pour ne pas soulager la pauvreté qui touche 60 % de la population.

### Second mandat
Le 16 mai 2004, le président Hipólito Mejía Domínguez, successeur de Leonel Fernández est battu aux élections présidentielles par ce dernier. Fernández prêta serment le 16 août 2004.

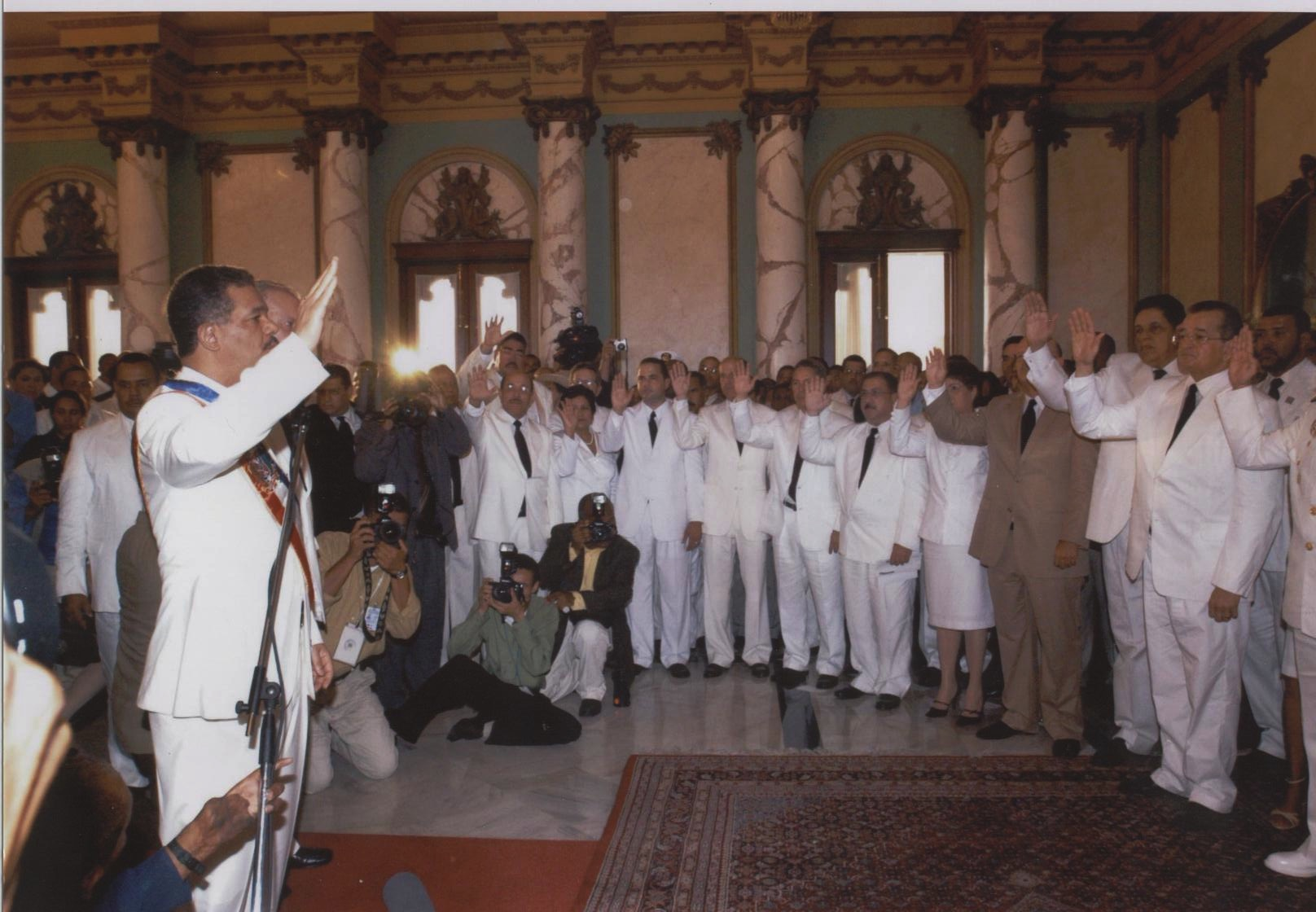
Prestation de serment de Fernández le 16 août 2004.

Le président met en place des mesures d'austérité pour faire baisser l'inflation et sortir le pays de la crise économique. Au premier semestre de 2006, la croissance économique est de 11,7 % et la valeur du peso dominicain descend à 28 pesos pour un dollar mais cela ne dure pas et le peso se stabilise à 34 pesos pour un dollar.

### Troisième mandat
Il est réélu pour un nouveau mandat le 16 mai 2008. De 2004 à 2012, le taux de chômage passe de 20 à 14 %, l'inflation diminue tout comme la dette extérieure. La croissance économique est en moyenne de 8 %, malgré la crise économique de 2008 et le PIB augmente de 40 milliards.
Son gouvernement est caractérisé par la construction de grands travaux publics et par des réformes institutionnelles mais aussi par l'augmentation de l'insécurité, des cas de narcotrafic, de la corruption administrative et du clientélisme politique.
Fernández est remplacé lors des élections présidentielles de 2012 par un membre de son propre parti, Danilo Medina. Battu en 2019 aux primaires du PLD, il quitte le parti pour fonder le sien, et déclare sa candidature à l'élection présidentielle de 2020.

## Honneurs
En 2013, Leonel Fernández reçoit le titre honorifique de docteur honoris causa de l'université Paris VIII-Vincennes—Saint-Denis.